# Georges Hatot
Georges Alphonse Hatot né le 22 décembre 1876 dans le 10e arrondissement de Paris et mort dans la même ville le 11 août 1959 dans le 15e arrondissement, est un acteur, réalisateur, scénariste et producteur français.
Auteur de « vues animées » au tout début du cinéma muet, reconnu comme l’un des premiers réalisateurs de l’histoire, et inventeur du « péplum » comme genre, sa carrière sera brève mais prolifique (1896-1922), avec une parenthèse autour de 1900 où il se consacrera à l'organisation de spectacles.

## Biographie
Né à Paris, Georges Hatot a un parcours professionnel riche et varié.
Il quitte l'école à 12 ans, et va d'abord travailler aux Halles, au pavillon « beurres et œufs », ou encore comme employé de banque. En 1890 à 14 ans, il devient élève comédien au théâtre de La Villette avant de se faire engager comme comédien au Théâtre des Bouffes-du-Nord, puis au théâtre Moncey, et enfin, devient pensionnaire du Théâtre Antoine. En 1896, il joue par exemple dans Plutus, la comédie en trois actes d'Aristophane, dans une adaptation de Paul Gavault. En 1897, il joue dans la pièce "Lui!" d'Oscar Méténier au théâtre du "Grand-Guignol". Il sera également engagé au Théâtre de l'Hippodrome, comme régisseur responsable des scènes de foules vers 1900.

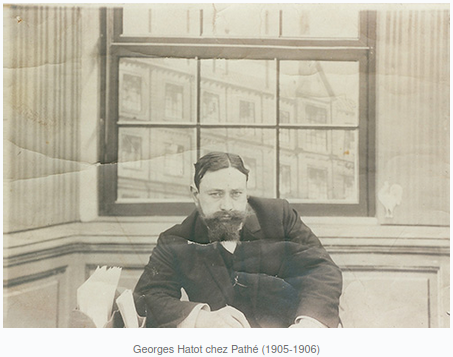
Georges Hatot "grimé" chez Pathé

Il va travailler entre autres avec Lumière, Gaumont et Pathé, et finira par monter sa propre société de films. Il ouvre également un laboratoire, « Le Film Négatif », qui fournira en pellicule les sociétés Eclair, Pathé et Le Lion.
Parallèlement, il dirige une société immobilière et contentieuse, le Central Omnium, mais aussi la "Stagnéol, Damiani et Cie", société de fabrications métalliques diverses, ou encore le "Comptoir Sutto", société d'exploitation cinématographique.
Pendant la première guerre mondiale, il est placé en service auxiliaire (pour obésité) comme secrétaire chez l'Infant Don Antonio D'Orléans.Une fois celle-ci terminée, il se lance dans l'immobilier.

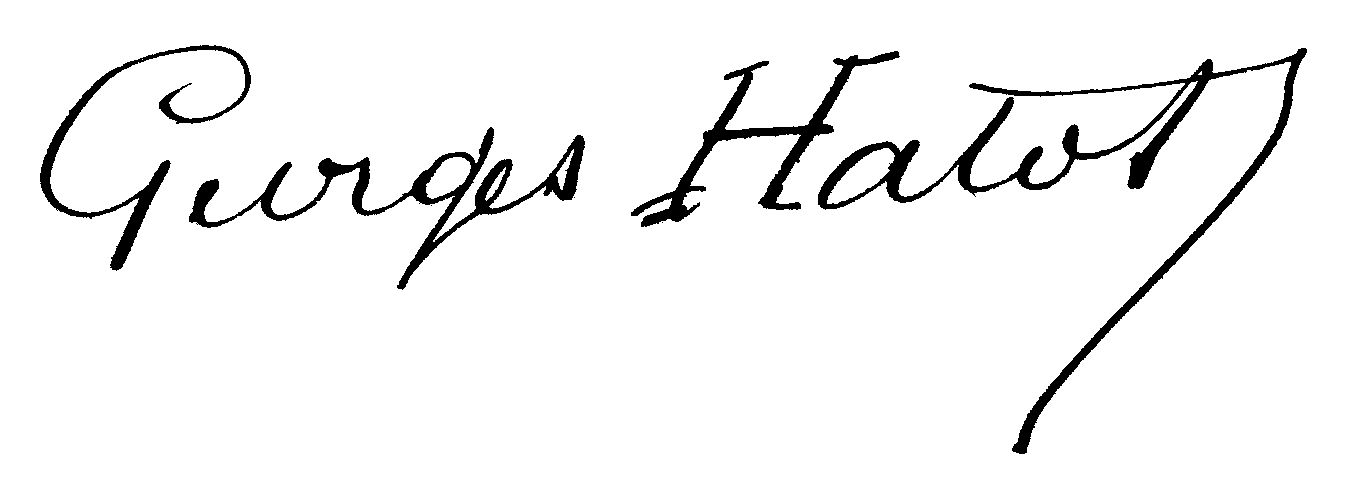
Signature de Georges Hatot

En 1935, pris dans la nasse de l'affaire Stavisky, il est condamné pour complicité de faux en écritures publiques et complicité d'escroquerie. En effet, en 1928, Georges Hatot avait accepté de se faire passer pour le mandataire d'un déposant étranger, et avait accompagné Alexandre Stavisky  pour gager des pierres précieuses. De plus, il avait été engagé pendant un mois en 1929 comme secrétaire général de la SIMA (Société d'Installations Mécaniques et Agricoles), une société au cœur de cette affaire.
Entre mars et juin 1948, dans le cadre des recherches pour la future cinémathèque, il accorde une série d'entretiens à Musidora et à Henri Langlois, riches en informations et autres anecdotes sur les débuts du cinéma.
Il fera également partie de la Commission de Recherches Historiques de la Cinémathèque Française dès sa création en 1943, et ce, jusqu'à son décès à Paris en 1959, à l'âge de 82 ans.

### Œuvre cinématographique
Georges Hatot découvre tôt l'invention des Frères Lumière, et réalise ses premières « vues animées » âgé d'à peine 20 ans, dès 1896. L’historien Jean Claude Seguin utilise, pour certaines des premières réalisations la notion d’« équipe de tournage » qui paraît davantage convenir au contexte de l’époque. Outre Georges Hatot, on y retrouve Alexandre Promio (lorsqu'il n'est pas en train de tourner à l'autre bout du monde..), Gaston Breteau ou encore Marcel Jambon. Il va tourner en particulier le premier « péplum » de l'histoire du cinéma : Néron essayant des poisons sur des esclaves.
Jusqu'en 1907, il est tour à tour au service de la Société Lumière , de Gaumont, puis de Pathé, et réalise entre autres, une adaptation en treize tableaux de La Vie et la Passion de Jésus-Christ (1898), avec le pantomime Breteau dans le rôle du Christ, ainsi qu'une série de films dramatiques liés à des morts célèbres : L'exécution de Jeanne d'Arc, L'assassinat du duc de Guise, La mort de Marat et La mort de Robespierre (tous en 1897).
L' historien Richard Abel évoque également une collaboration sur les vues animées avec Footit et Chocolat. D'autres, dont Maurice Gianati, lui attribuent La fée aux choux (première version). D'autant que Georges Hatot déclarait lors de ses entretiens avec Henri Langlois en 1948, avoir été le seul avec l'opérateur Valouis et Gaston Breteau à tourner des films chez Gaumont jusqu'à son départ fin 1898.
Il ne tourne quasiment rien en reprenant ses activités théâtrales entre 1899 et 1904, date de son retour à plein temps au cinéma chez Pathé.
En 1906, il rejoint la société Éclair et participe à des films aux personnages récurrents, comme la série avec Nick Carter, et travaille souvent en tandem avec Victorin Jasset. Il réalisera également des films pour Urban - L'Eclipse (plusieurs centaines d'après Henri Langlois), mais aussi pour Le Lion, avant de créer sa propre société, « Les Films artistiques et religieux Kinémoral », et ses propres studios, qui seront à l'origine des célèbres Studios des Buttes Chaumont. Il se retire des plateaux en 1914, avant de tourner un tout dernier film en 1922, La loupiote.
Georges Hatot déclare dans un court CV rédigé de ses mains s'être occupé d'achats et de ventes de films à partir de cette date.
En 1924, il est pressenti pour la réalisation du film « Les défaitistes », mais le projet est abandonné.

### Vie personnelle
Georges Hatot et Blanche Lemoine auront deux enfants, Tony, champion de France de natation à différentes reprises dans les années 1940, qui prêtera son nom pour la création du Club Méditerranée avec le Belge Gérard Blitz en 1950 , et Denise, décédée en bas âge en 1922, date qui correspond également à son ultime retour à la réalisation.

## Filmographie
(liste non-exhaustive)

### Réalisateur
Chez "Lumière" -1896 à 1898
- Acrobates (3 films)
- Assassinat de Kléber
- Assassinat du Duc de Guise
- Attelage d'un camion
- Barbe Bleue
- Bataille d'enfants à coup d'oreillers
- Bataille de femmes interrompue par un chien
- Bataille entre quatre femmes
- Buffalo Bill, peaux rouges
- Carrare, train sortant d'un tunnel
- Chez le cordonnier
- Chez le juge de paix
- Colleurs d'affiches
- Colin-maillard au baquet
- Combat sur la voie ferrée
- Danseur russe
- Débarquement d'une mouche
- Déjeuner de deux bébés et du minet
- Dentiste
- Duel au pistolet
- Entrevue de Napoléon et du Pape
- Équilibriste
- Exécution de Jeanne d'Arc
- Faust, apparition de Méphistofelès
- Faust, métamorphose de Faust et apparition de Marguerite
- Jean qui pleure et Jean qui rit
- Jeu de la poêle
- Jeu du pot-cassé
- Jongleur au ballon
- Jongleur, le bilboquet
- Jury de peinture
- L'amateur de piano
- L'amoureux dans le sac
- L'amoureux sans perruque
- L'assiette au noir
- L'enfant au ballon
- L'infirmière au régiment
- L'ivrogne
- La danseuse de corde
- La défense du drapeau
- La dînette des enfants
- La leçon de boxe
- La nourrice et le soldat amoureux
- La nourrice et les deux soldats
- La récréation des enfants
- La vie et la passion de Jésus Christ (13 épisodes)
- Le barbier
- Le charpentier maladroit
- Le cigare introuvable
- Le cocher endormi
- Le faux cul-de-jatte
- Le goûter champêtre
- Le lit en bascule
- Le marchand de confetti
- Le marchand de macarons
- Le paralytique
- Le planton endormi
- Le rémouleur et l'assiette au noir
- Le scieur de bois mélomane
- Les anglais en voyages (3 épisodes)
- Les boxeurs et le spectateur trop curieux puni
- Les dernières cartouches
- Les deux ivrognes
- Les métamorphoses de Satan
- Les saltimbanques
- Les tribulations d'une concierge
- Marché aux bœufs
- Mort de Charles 1er
- Mort de Marat
- Mort de Robespierre
- Musique en chambre
- Napoléon et la sentinelle
- Napoléon à Ste-Hélène
- Néron essayant des poisons sur des esclaves
- Partie de cartes
- Pierrot et le fantôme (2 films)
- Pierrot et la mouche
- Pierrot surpris
- Poursuite de cambrioleurs sur les toits
- Prestidigitateur
- Querelle de matelassières
- Querelle de soudards
- Saut de mouton
- Scène chez l'antiquaire
- Scènes burlesques devant un café (3 films)
- Séance d'escrime
- Séance de boxe
- Sérénade de Pierrot
- Sérénade interrompue
- Signature du traité de Campo-Formio
- Surprise d'une maison au petit jour
- Transformations (Têtes - 4 films)
- Un prêté pour un rendu
- Une farce à l'homme endormi (3 films)
- Une farce à la chambrée
- Voyageur et voleurs (2 films)

Chez "Gaumont" -1898
- Barbe Bleue
- Bonaparte au pont d'Arcole
- Chez le dentiste
- Chez le magnétiseur
- Chez le photographe
- Combat sur la voie ferrée
- Déménagement à la cloche de bois
- Don Quichotte
- Duel de clowns
- En conciliation
- Entre deux vins
- Épisode de la guerre Hispano-américaine
- Explosion du Mérrimac
- Gendarmes au vert peints
- Guet-apens sous François 1er
- Idylle interrompue
- Janville
- Je vous y prends!
- L'aveugle, fin de siècle
- L'ours et la sentinelle
- L'utilité des rayons x
- La mort de Lannes
- La Passion [11 (?) épisodes]
- Le cocher de fiacre endormi
- Leçon de boxe
- Le nègre et les maçons
- Les cambrioleurs
- Les colleurs d'affiches
- Les farces de Jocko
- Les métamorphoses de Satan
- Les pompiers de Nanterre
- Les surprises d'un perruquier
- Les tribulations de Mme Pipelet
- Marchande de frites et cocher de fiacre
- Noce comique
- Pêche miraculeuse
- Pioupiou et nounou
- Quatre jours de clou
- Querelle de soudards
- Scène d'escamotage
- Surprise d'une maison au petit jour
- Un duel néfaste

Chez "Pathé" -1902 à 1907
- Au téléphone
- Boireau déménage
- Cendrillon
- Chiens contrebandiers
- Courage de mari
- Début d'un chauffeur
- Dix femmes pour un mari
- L'assassinat du duc de Guise
- L'envers du théâtre
- La course à la perruque
- La fête à Joséphine
- La mission nègre à Paris
- La Perruque
- La servante de bains indiscrète
- Le billet de faveur
- Le jugement de Paris
- Le sonneur de Ste Gudule
- Les étudiants de Paris
- Les farces de Toto gâte-sauce
- Les fleurs animées
- Les 400 coups du diable
- Les voleurs de bicyclettes
- Napoléon et la sentinelle
- Trois sous de poireaux
- Une noce à bicyclette
- Voilà mon mari!

Chez "Urban-l'Eclipse" -1907 à 1908

(G.H y aurait réalisé plusieurs centaines de films selon Henri Langlois)
- Amours malheureux
- L'ours et la sentinelle
- La course des tonneaux
- Le cheval emballé
- Le chien de l'aveugle
- Le poil à gratter
- Les chiens policiers
- Mes mésaventures d'un cycliste myope
- Les pilleurs d'épaves
- Sur les traces de mon père

Chez "L'Eclair" -1908

(4 ou 5 films seulement selon G.H.)
- En Corse
- Le corsaire

Chez "Le Lion" -1908 à 1909
- Banque modern style
- Dévouement de l'institutrice
- Enlevé par un aigle
- Fidélité à l'épreuve
- Grande corrida à Oran
- Jean Chouan
- Jeu de balles anglais
- L'hôtel de bon repos
- L'instinet de l'aveugle
- L'ours s'amuse
- La chanson triste
- La déesse de la mer
- La dénicheuse
- La fille de l'anarchiste
- La mer et l'enfant
- La muselière
- La partie de quille
- La quittance de loyer
- La sorcière
- Le carreau cassé
- Le cocher malheureux
- Le déjeuner difficile
- Le faux serment
- Le loup devient berger
- Le martyre de sœur Hélène
- Le millionnaire Portefaix
- Le petit tondeur de chien
- Les chiens ambulancier
- Les chiens du mont St Bernard
- Les cinq divorces
- Les tribulations d'un amoureux
- Mobilier d'occasion
- Odeur suave
- Perdu dans la neige
- Petite maman
- Pour devenir jongleur
- Pour la noce de sa nièce
- Pour rattraper son cochon
- Réconciliation imprévue
- Reine d'un jour
- Résultat des courses
- Une aiguille dans un fromage
- Vers l'immortalité

Divers -1909 à 1922
- Cache toi dans l'armoire!
- Dans les ruines de Carthage
- Ginhara ou Fidèle jusqu'à la mort
- Hérodiade
- Honneur d'officier
- L'enseveli de Tebessa
- La brute ou Davert chemineau
- La fleur de mort
- La Loupiote (6 épisodes)
- La partie d'échec de Napoléon
- La reconnaissance de l'arabe
- La résurrection de Lazare
- La sorcière
- Le jet magnétique
- Le médecin malgré lui
- Le roman de Carpentier
- Le triomphe de la république
- Les débuts en moto
- Les pardaillans
- Morgan le pirate (2 épisodes)
- Salomé

### Scénariste
- En 1908, Georges Hatot scénarise la série des Nick Carter, le roi des détectives, d'après le personnage Nick Carter créé par John R. Coryell. Victorin Jasset en assure la réalisation.
- Épisode 1: Guet-apens
- Épisode 2: L'Affaire des bijoux
- Épisode 3: Les Faux-monnayeurs
- Épisode 4: Les Dévaliseurs de banque
- Épisode 5: Les Empreintes
- Épisode 6: Les Bandits en habits noirs